# Herbert Breiteneder

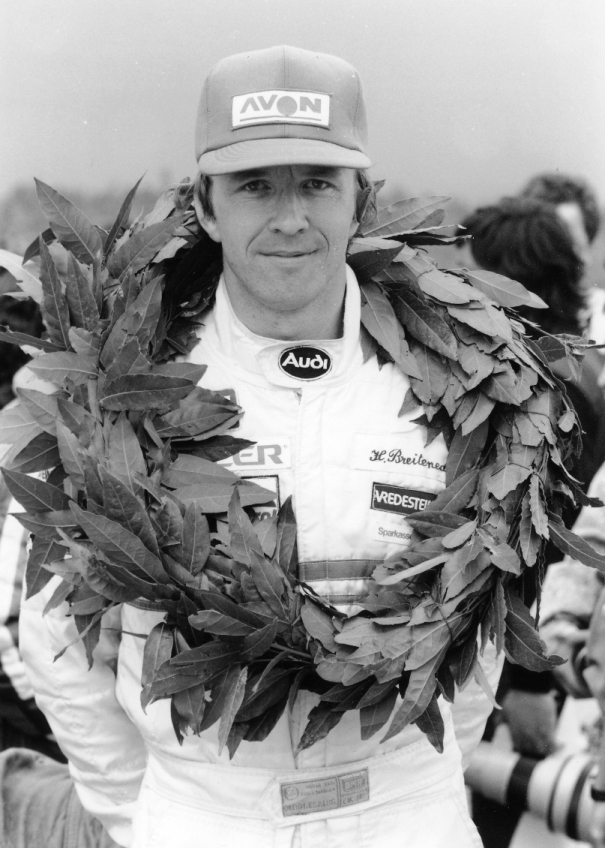
Herbert Breiteneder

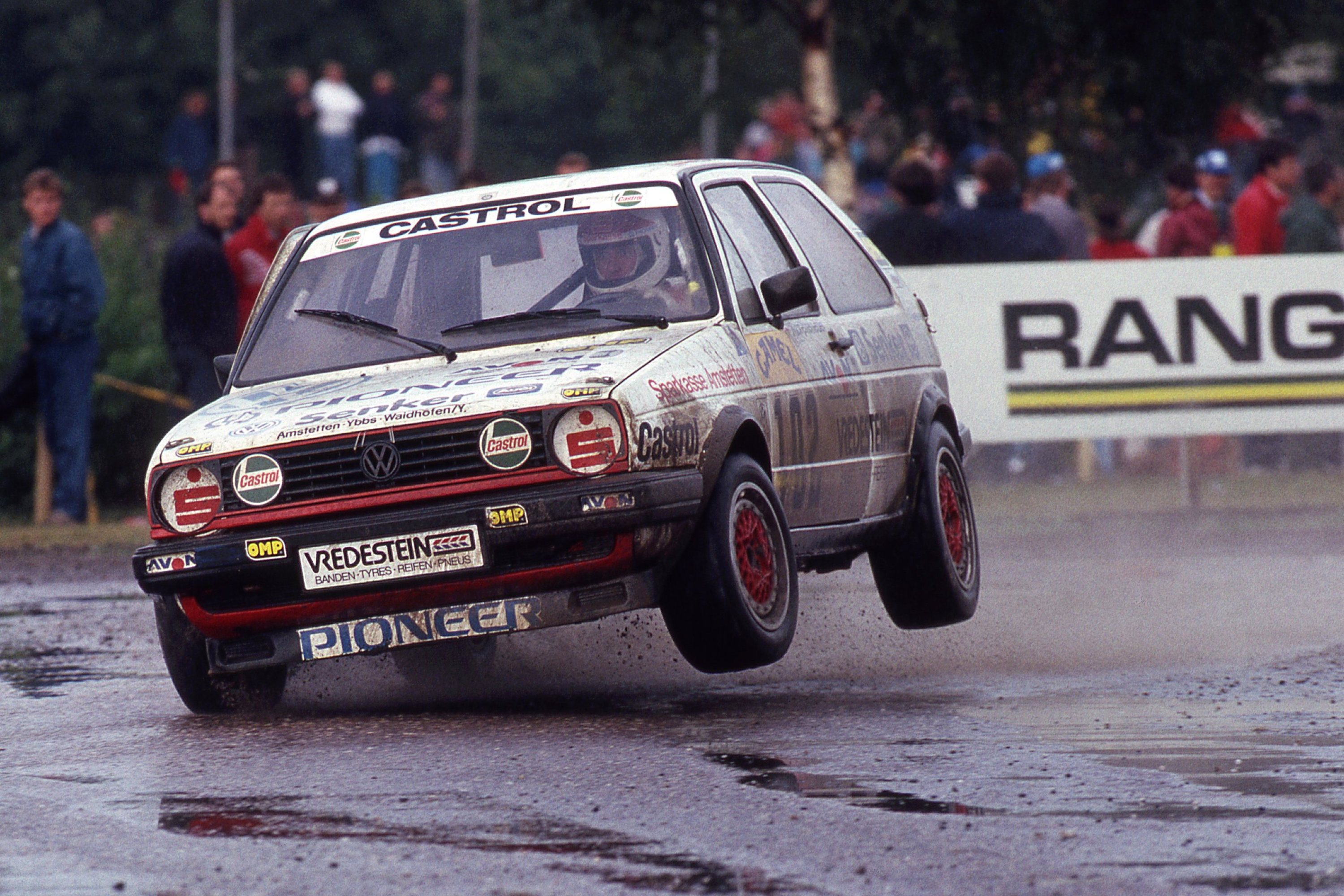
1988 wurde Herbert Breiteneder mit seinem Gruppe A VW Golf GTI 16V Rallycross-Vize-Europameister

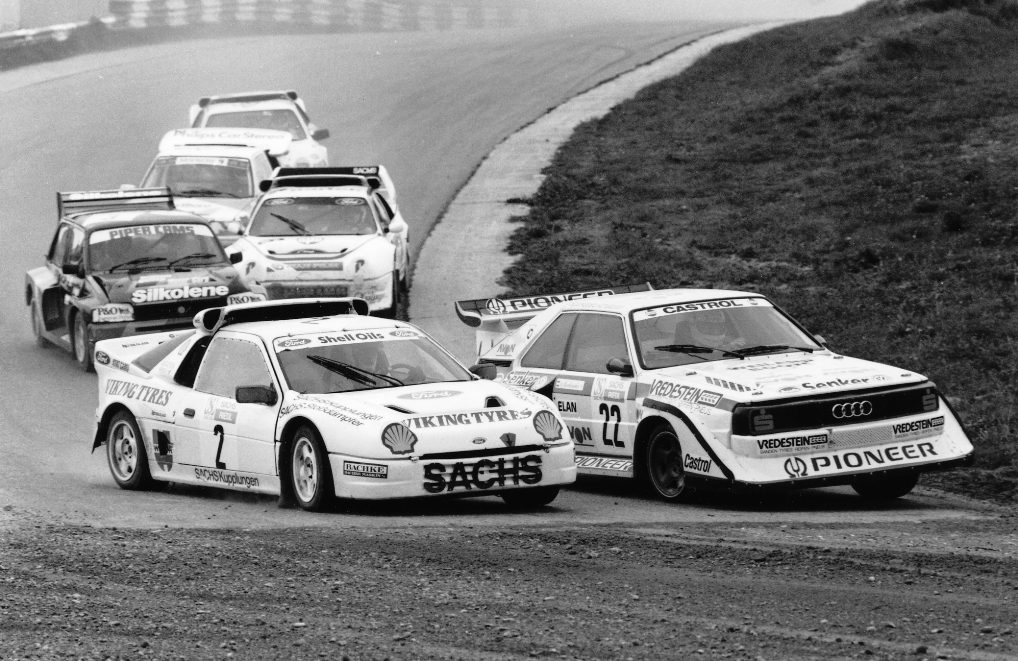
Herbert Breiteneder (Audi Sport quattro S1) im Zweikampf mit Martin Schanche (Ford RS200 E2) beim Rallycross-EM-Lauf 1989 in Melk

Herbert Breiteneder (* 25. November 1953 in Gmünd; † 5. April 2008 nahe Prebl bei Wolfsberg in Kärnten) war ein österreichischer Automobilrennfahrer aus Amstetten. Seine Spitznamen waren „Breiti“ oder auch „Herbie“. 

## Leben
Breiteneder war gelernter Kfz-Techniker, viele Jahre lang als Organist Hobby-Bandleader und nahm 1975 mit einem VW Käfer 1300 an seinem ersten Rallycross-Rennen teil. Der zweifache FIA-Rallycross-Vize-Europameister und fünffache Rallycross-Staatsmeister Österreichs wurde 1987 in seinem Heimatland noch vor Formel-1-Pilot Gerhard Berger zum Motorsportler des Jahres gewählt. 1991 gab er, nachdem er zuvor zwei glücklose Rallycross-Europameisterschaften mit einem über 650 PS starken Audi Sport quattro S1 (ein Ex-Walter-Röhrl-Auto) bestritten hatte, bei der Semperit-Rallye sein Rallye-Debüt. Zuletzt betrieb er zusammen mit seinem Sohn Patrick ein Rallyeteam, wobei sie sporadisch und wechselweise ein Seat Ibiza KitCar mit einem 2-Liter-Vierventilmotor und über 250 PS Leistung pilotierten.

## Tödlicher Unfall
Am 5. April 2008 fuhr Herbert Breiteneder zusammen mit seinem Beifahrer Marco Mayrhofer eine Wertungsprüfung der Lico-Lavanttal-Rallye, als er in einer schnellen Kurve aus ungeklärten Gründen von der Straße abkam, Bäume traf und senkrecht eine Böschung hinabstürzte. Während Mayrhofer nur leicht verletzt wurde, verstarb Breiteneder trotz schneller Rettungsversuche innerhalb kurzer Zeit am Unfallort durch schwere innere Verletzungen.

## Wichtige Erfolge

### Gesamtplatzierungen
- 1978: 2. Platz (Division 2 – Spezialfahrzeuge) in der Österreichischen Rallycross-Staatsmeisterschaft auf VW 1302S
- 1979: 1. Platz (Division 1 – Spezialfahrzeuge) in der Österreichischen Rallycross-Staatsmeisterschaft auf VW 1302S
- 1980: 1. Platz (Division B – Spezialfahrzeuge) in der Österreichischen Rallycross-Staatsmeisterschaft auf VW 1302S
- 1981: 2. Platz (Gesamtergebnis) in der Österreichischen Rallycross-Staatsmeisterschaft auf VW Golf GTI 16V
- 1984: 3. Platz (Division 2 – Spezialfahrzeuge) in der Österreichischen Rallycross-Staatsmeisterschaft auf Lotus Esprit
- 1985: 2. Platz (Division 2 – Spezialfahrzeuge) in der Österreichischen Rallycross-Staatsmeisterschaft auf Lotus Esprit
- 1987: 1. Platz (Division 1 – Gruppe A) im Österreichischen Rallycross-OSK-Cup auf VW Golf GTI 16V
- 1987: 2. Platz (Division 1 – Gruppe A) in der FIA Rallycross-Europameisterschaft für Fahrer auf VW Golf GTI 16V
- 1988: 1. Platz (Division 1 – Gruppe A) im Österreichischen Rallycross-OSK-Cup auf VW Golf GTI 16V
- 1988: 2. Platz (Division 1 – Gruppe A) in der FIA Rallycross-Europameisterschaft für Fahrer auf VW Golf GTI 16V
- 1990: 1. Platz (Division 2 – Spezialfahrzeuge) in der Österreichischen Rallycross-Staatsmeisterschaft auf Audi Sport quattro S1
- 1990: 5. Platz (Division 2 – Gruppe B) in der FIA Rallycross-Europameisterschaft für Fahrer auf Audi Sport quattro S1

### Einzelergebnisse
- 1979: 1. Platz (Tourenwagen-Division) beim Rallycross-EM-Lauf in Fuglau/Österreich
- 1987: 1. Platz (Division 1 – Gruppe A) beim Rallycross-EM-Lauf in Melk/Österreich
- 1987: 1. Platz (Division 1 – Gruppe A) beim Rallycross-EM-Lauf in Mondello/Irland
- 1987: 1. Platz (Division 1 – Gruppe A) beim Rallycross-EM-Lauf in Drammen/Norwegen
- 1988: 1. Platz (Division 1 – Gruppe A) beim Rallycross-EM-Lauf in Fuglau/Österreich
- 1990: 1. Platz (Division 2 – Gruppe B) beim Rallycross-EM-Lauf in Fuglau/Österreich